# Hotvedt Station
Hotvedt Station (Hotvedt stasjon eller Hotvedt holdeplass) er en tidligere jernbanestation på Indre Østfoldbanen (Østre Linje), der ligger i Hotvedt i Eidsberg kommune i Norge.
Stationen blev åbnet som trinbræt i 1928. Den blev nedlagt 1. januar 1989 men genåbnet 18. september 1989. Betjeningen med persontog ophørte 6. januar 2002. Stationen ligger ved en jernbaneoverskæring og bestod af et spor og en kort perron af træ, mens den var i drift. Den ligger 66,1 km fra Oslo S.